# Högby, Bälinge socken
Högby, även Bälinge-Högby, är en by i Bälinge socken i Uppsala kommun, Uppland.
Byn består av enfamiljshus samt bondgårdar och är belägen cirka 12 kilometer norr om Uppsala centrum och mellan Lövstalöt och Bälinge. Byn har landsvägsförbindelse länsväg C 635.
Postnummer är 75593 Uppsala.